# Live at Carnegie Hall
Live at Carnegie Hall ist ein Livealbum der britischen Progressive-Rock-Gruppe Renaissance. Es wurde im Juni 1975 in der New Yorker Carnegie Hall aufgenommen und 1976 veröffentlicht.

## Entstehung
An drei aufeinanderfolgenden Abenden (20. bis 22. Juni) spielte Renaissance in der ausverkauften Carnegie Hall. Die gespielten Titel stammten von den drei vorhergehenden Alben, sowie Ocean Gipsy und die Suite Scheherazade – später Song of Scheherazade – vom zu diesem Zeitpunkt noch nicht veröffentlichten Album Scheherazade and Other Stories  Mit Ausnahme des Lieds Ashes Are Burning wurde die Band dabei von den New Yorker Philharmonikern unter der Leitung von Tony Cox unterstützt. Tony Cox schrieb auch die Orchester-Arrangements für Scheherazade and Other Stories. Dies mag auch der Grund sein, dass die beiden neuen Lieder fast identisch mit denen auf dem kurz darauf veröffentlichten Studioalbum sind und nur die alten neu bearbeitet wurden, vor allem Ashes are Burning mit ausgedehnten Soli von John Tout am Klavier und John Camps am Bass. Die Konzerte in der Carnegie Hall gehörten zu den ambitioniertesten Unternehmungen im Progressive-Rock-Boom der 1970er Jahre.

## Rezeption
Live at Carnegie Hall erreichte Platz 55 in den US-Charts.
Bruce Eder von allmusic hält Live at Carnegie Hall für eine gute Livevorstellung der Gruppe und das vierte großartige Album in Serie. Er beklagt dabei Mängel in der Klangqualität der damaligen LP-Veröffentlichung, die aber bei der remasterten CD von 1994 zum größten Teil beseitigt wurden. Er gibt dem  Album vier von fünf möglichen Sternen.

## Titelliste
Seite 1
1. Prologue (Dunford) – 8:08
2. Ocean Gipsy (Dunford/Thatcher) – 7:14
3. Can You Understand (Dunford/Thatcher) – 10:47

Seite 2
1. Carpet of the Sun (Dunford/Thatcher) – 4:28
2. Running Hard (Dunford/Thatcher) – 10:02
3. Mother Russia (Dunford/Thatcher) – 10:25

Seite 3
1. Scheherazade  (Camp/Dunford/Thatcher/Tout) – 28:55

Seite 4
1. Ashes Are Burning (Dunford/Thatcher) – 23:50

Spielzeiten nach der LP, die der CD weichen leicht ab.